# Kanton Champagnac-de-Belair
Champagnac-de-Belair is een voormalig kanton van het Franse departement Dordogne. Het kanton maakte deel uit van het arrondissement Nontron tot het op 22 maart 2015 werd opgeheven en de gemeenten werden opgenomen in het kanton Brantôme.

## Gemeenten
Het kanton Champagnac-de-Belair omvatte de volgende gemeenten:
- Cantillac
- Champagnac-de-Belair (hoofdplaats)
- Condat-sur-Trincou
- La Chapelle-Faucher
- La Chapelle-Montmoreau
- La Gonterie-Boulouneix
- Quinsac
- Saint-Pancrace
- Villars